# Farkosagutik
A farkosagutik (Myoprocta) az emlősök (Mammalia) osztályának rágcsálók (Rodentia) rendjébe, ezen belül az agutifélék (Dasyproctidae) családjába tartozó nem.

## Rendszerezés
A nembe az alábbi 2 faj tartozik:
- zöld farkosaguti (Myoprocta acouchy) Erxleben, 1777 – típusfaj
- vörös farkosaguti (Myoprocta pratti) Pocock, 1913